# Stvolová
Obec Stvolová se nachází v okrese Blansko v Jihomoravském kraji. Žije zde 169 obyvatel. Obec se dělí na tři části, vlastní Stvolovou a vesnice Skřib a Vlkov.

## Název
Přídavné jméno stvolová označovalo louku, stráň a podobně porostlou stvolem, tedy rostlinou s dutým stonkem.

## Historie
První písemná zmínka o obci pochází z roku 1320. Zprvu byla biskupským lénem a roku 1389 se stala součástí mírovského obvodu. Často byl tento biskupský majetek pronajímán manům z řad nižší šlechty, až všechno církev rozprodala. K nejznámějším majitelům Stvolové v době předbělohorské patřila hrabata z Hardeka nebo Podstatští z Prusinovic. Roku 1797 léno koupil Jan František z Haydenburgu. A od roku 1880 patří ke Stvolové i osady Vlkov a Skřib. Podle posledních údajů bydlí ve Stvolové 183 obyvatel v 83 domech (i s Vlkovem a Skřibem).

## Galerie

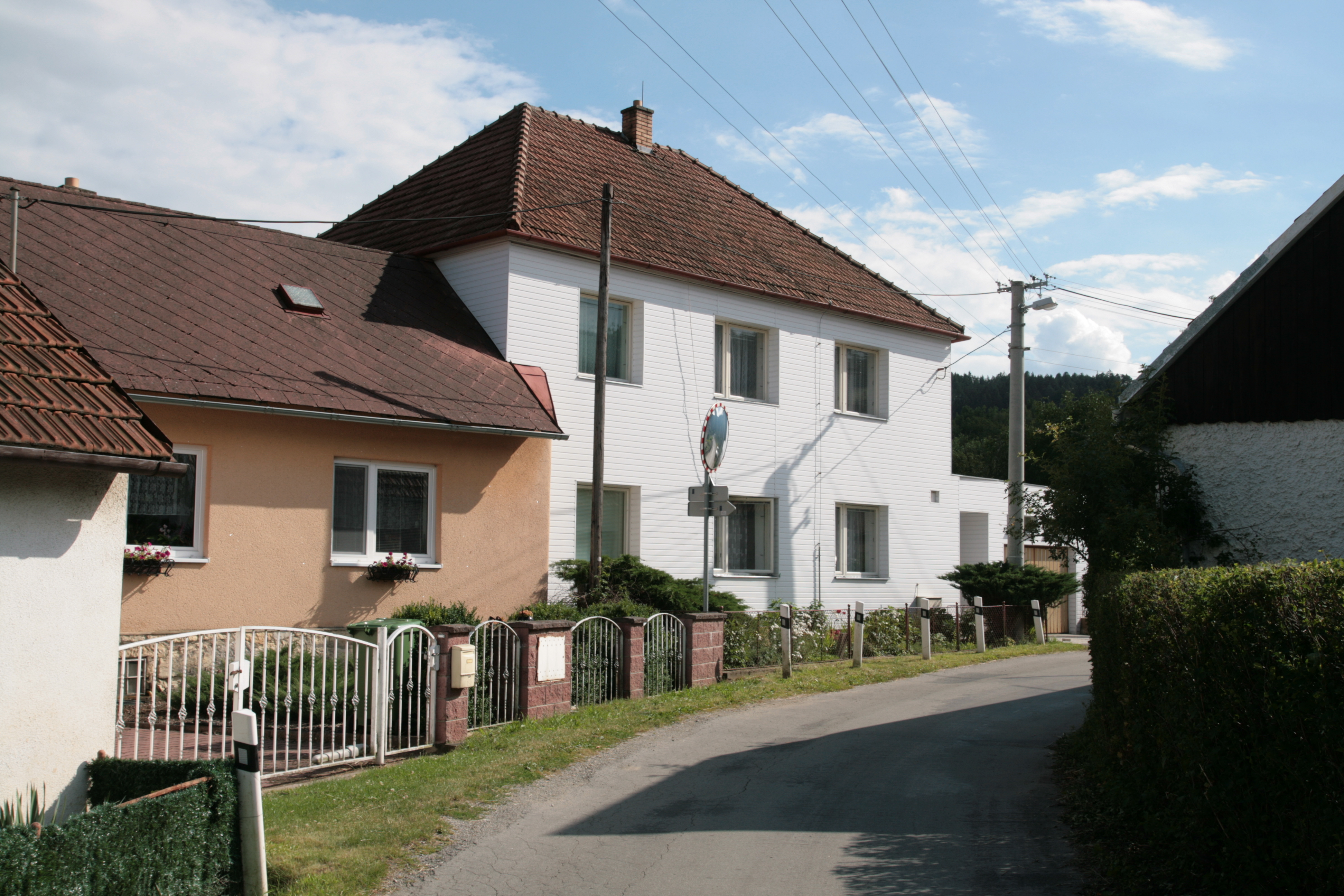
Domy č. p. 2 a 27
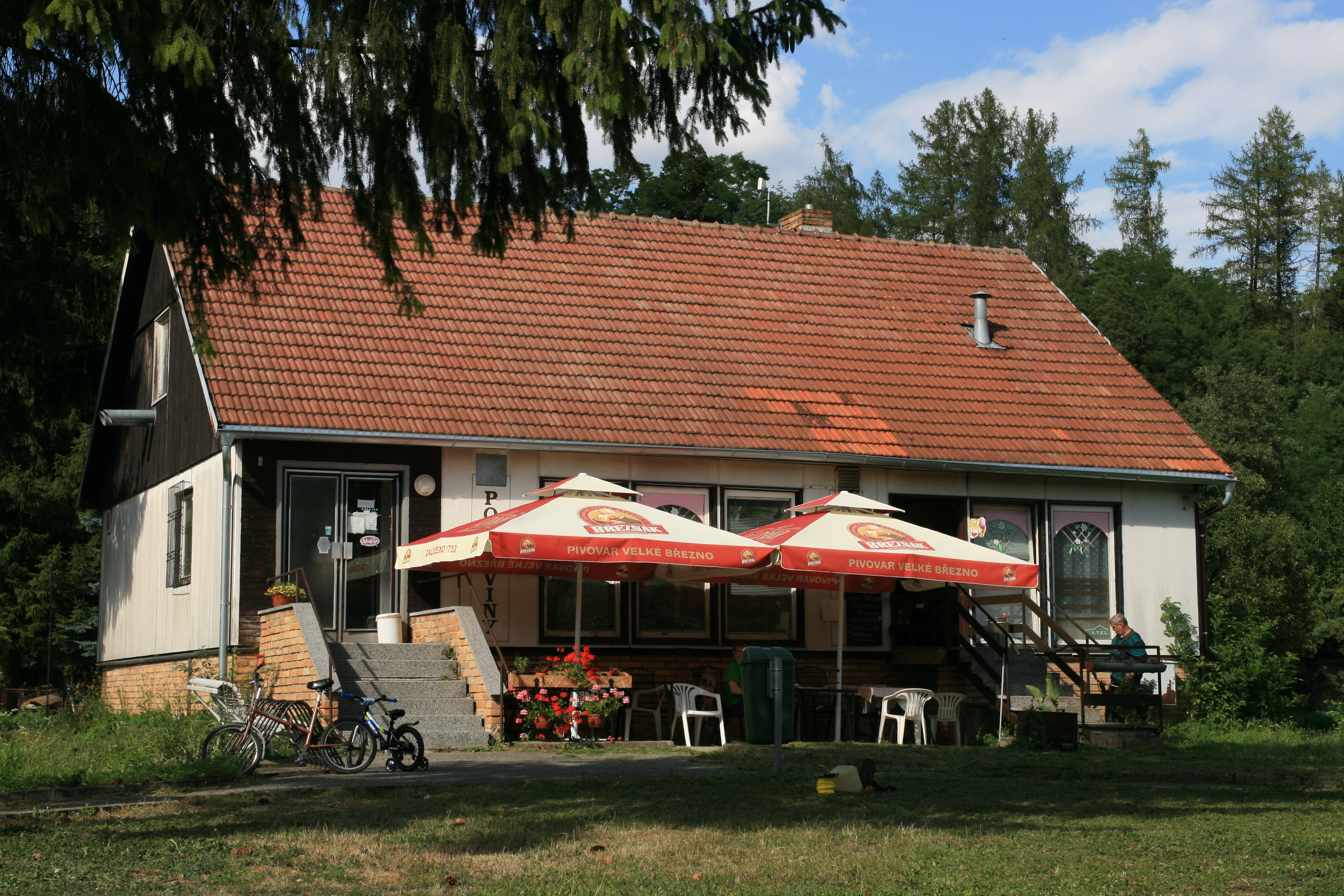
Prodejna potravin
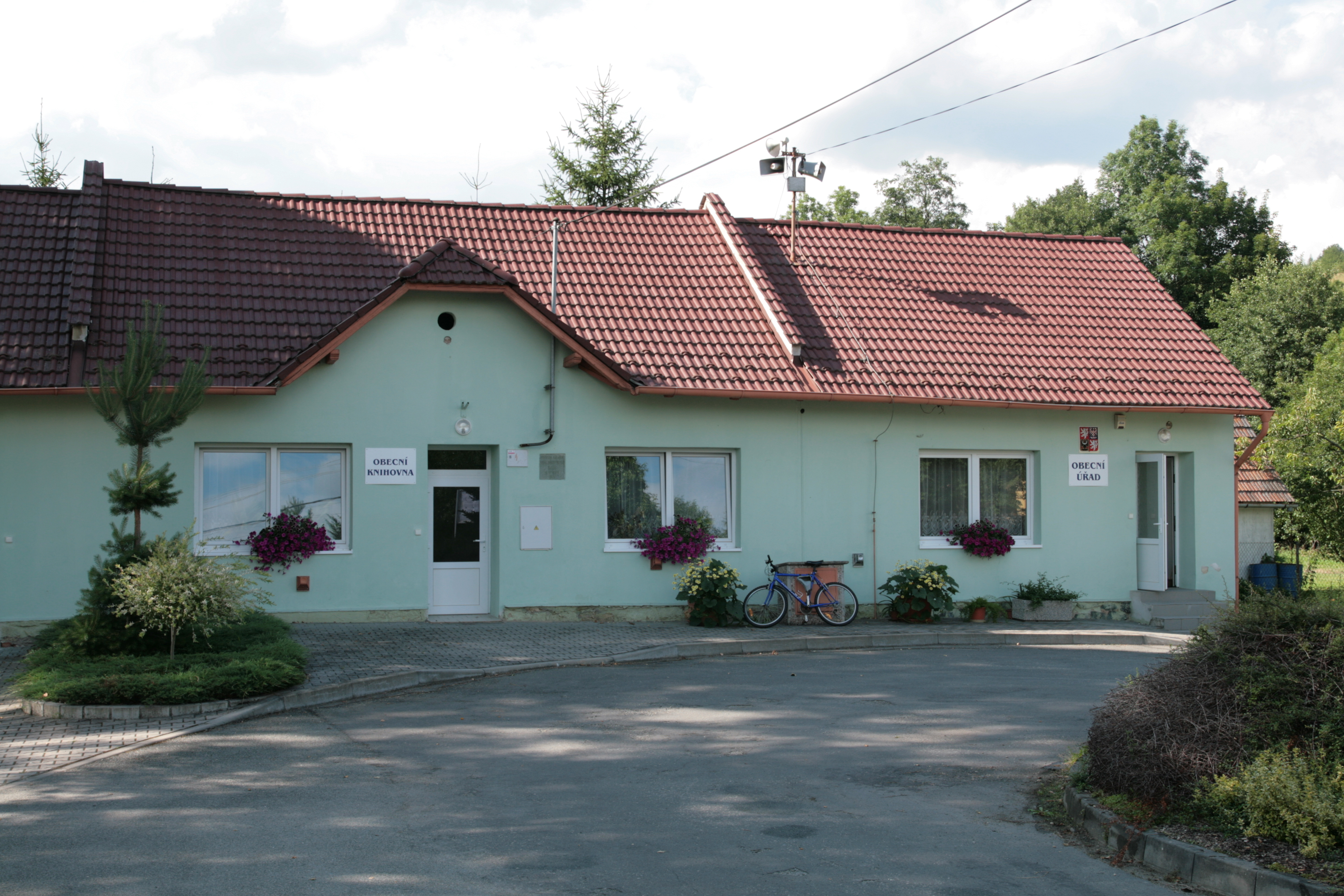
Obecní úřad
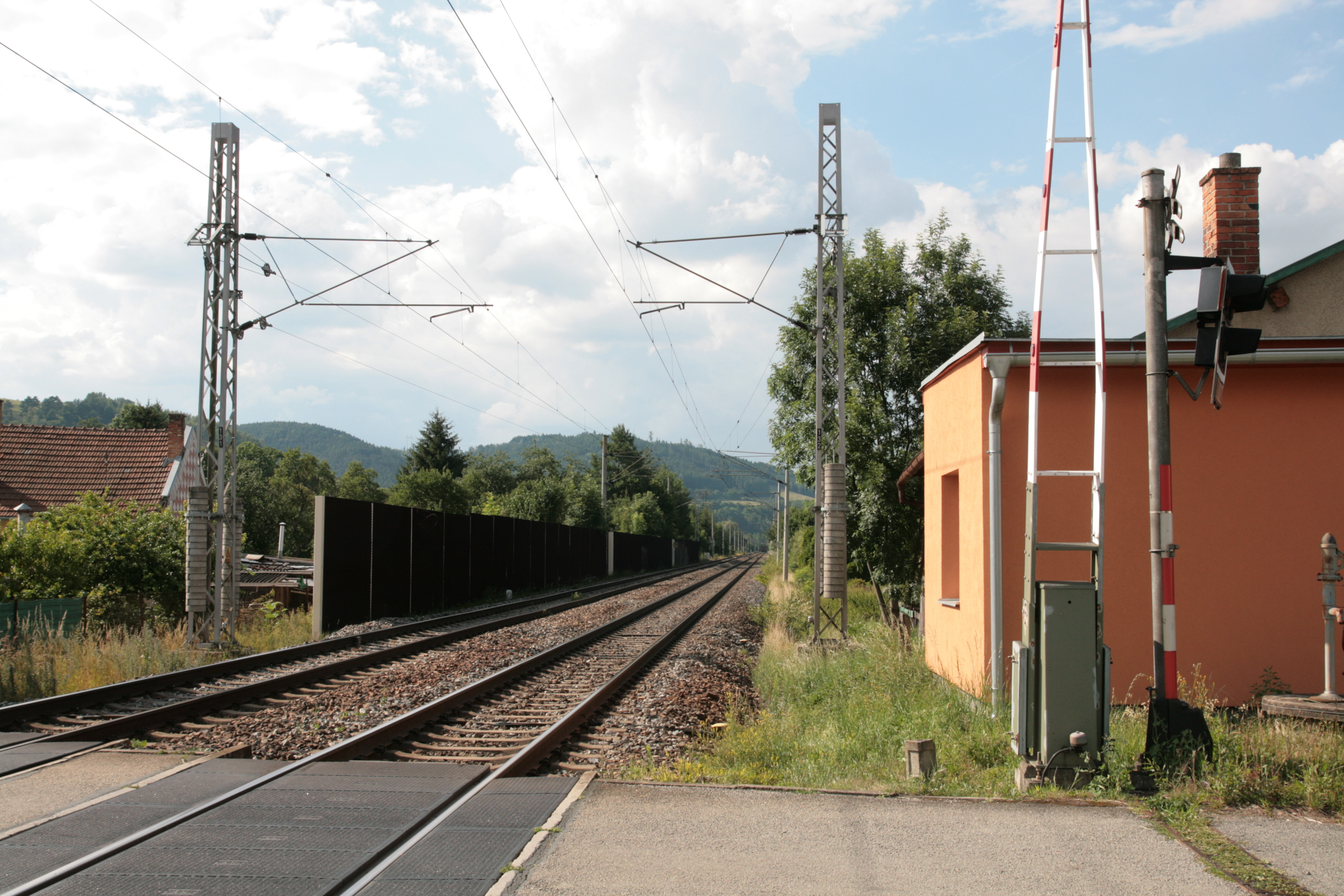
Železniční přejezd